# Mycomya fimbriata
Mycomya fimbriata är en tvåvingeart som först beskrevs av Johann Wilhelm Meigen 1818.  Mycomya fimbriata ingår i släktet Mycomya och familjen svampmyggor. Arten är reproducerande i Sverige. Inga underarter finns listade i Catalogue of Life.